# Collaboration en Ukraine durant la Seconde Guerre mondiale

« Гітлер визволитель - Hitler libérateur », affiche de propagande allemande en langue ukrainienne.

La collaboration en Ukraine durant la Seconde Guerre mondiale est l'engagement de certains Ukrainiens aux côtés des nazis, avant et pendant la Seconde Guerre mondiale, dès 1930, qui se manifeste sous diverses formes, comme l'assistance et la coopération dans la lutte contre les communistes et les Polonais et dans la persécution des Juifs.

## Contexte historique

### Les causes
Le collaborationnisme ukrainien s’explique par différents éléments historiques.
Le premier renvoie à l'héritage de l'Empire austro-hongrois, dont la Galicie faisait partie jusqu’en 1918. À cette époque, la seule université enseignant l'ukrainien et publiant des ouvrages dans cette langue était située à Lemberg (Lviv en ukrainien ou Lwow en polonais). Dominée de 1772 à 1918 par l'empire Austro-Hongrois puis de 1918 à 1939 par la Pologne mais gardant le droit d'user de la langue ukrainienne contrairement aux Ukrainiens orientaux. C'est en Galicie que se développent à partir du XIXe siècle les premiers sentiments et théories nationalistes chez les Ukrainiens occidentaux, défendant le droit de l'Ukraine à exister comme une nation souveraine et indépendante. Intégrée dès la création de l'URSS en 1922, plusieurs mouvements nationalistes se créent dans la clandestinité, tels que l'OUN et l'UPA. Voyant l'arrivée de l'Allemagne hitlérienne comme une opportunité d'indépendance, ils sont accueillis par l'OUN et l'UPA en formant une collaboration de circonstance. Culturellement, de nombreux Ukrainiens de Galicie avaient étudié l'allemand à l'école et ont servi dans l'armée austro-hongroise. L'arrivée des Allemands est accueillie, par eux, comme un retour à l'ancien régime, plus favorable aux aspirations nationales ukrainiennes, par opposition à l’attitude des "grand-russes" refusant de reconnaître les spécificités de l'Ukraine,.

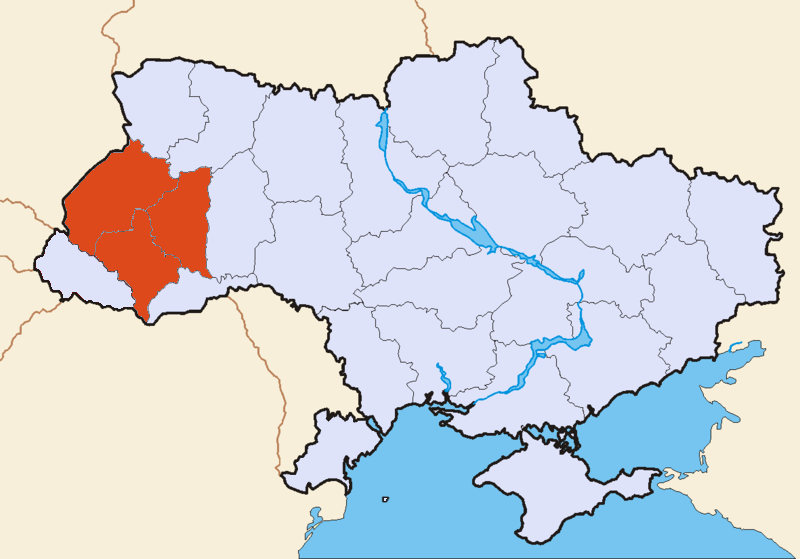
Carte de Galicie dans l'Ukraine.

La deuxième cause, liée à la première, est le rejet du pouvoir soviétique par la partie occidentale de l'Ukraine, qui n'a jamais été gouvernée par l'URSS. La collectivisation forcée et violente des terres, la répression, le Holodomor (famine, intentionnelle pour certains) firent que les occupants allemands furent accueillis comme des libérateurs.
Dans les pièces du dossier de la commission canadienne contre les crimes de guerre, un des arguments sérieux des raisons du nombre important de volontaires de Galicie dans les rangs des SS est cité comme suit : « Ils s'engagèrent dans cette division, non parce qu'ils aimaient les Allemands, mais parce qu'ils détestaient les Russes et la tyrannie communiste ».
En un mois et demi, en 1943, plus de 80 000 volontaires de Galicie. L'importance du collaborationnisme ukrainien reste longtemps un des secrets de l'idéologie soviétique d'après-guerre. Mais, en dépit de cela, les données du commandement allemand et les évaluations des historiens russes s'accordent, en tout cas, sur le nombre des légionnaires ukrainiens qui prirent part à la formation militaire aux côtés des Allemands (Wehrmacht, SS, police) et qui s’élève à 250 000,,.

### L’avant-guerre

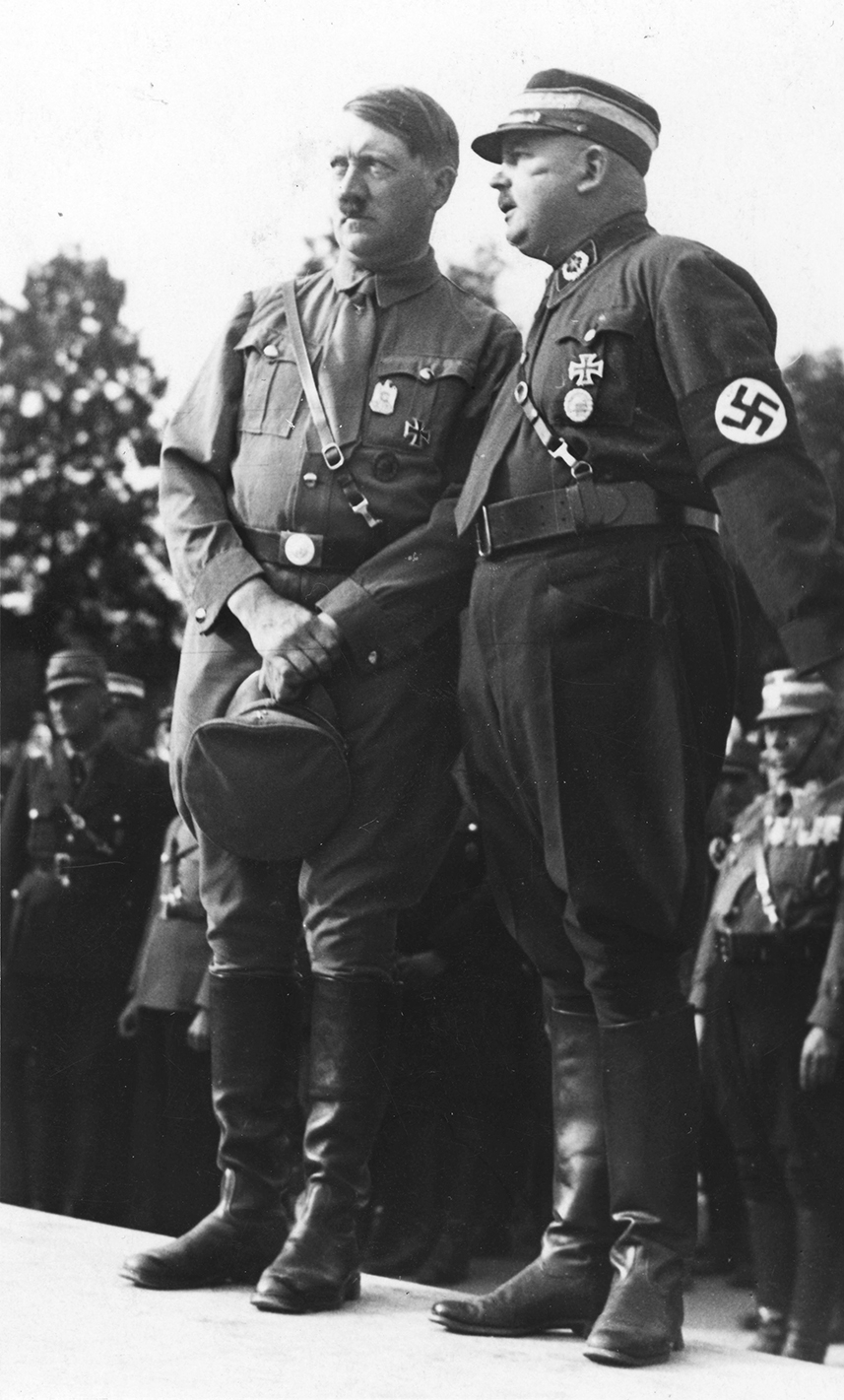
Bundesarchiv Bild 146-1982-159-21A
Congrès de Nuremberg : Hitler et Röhm

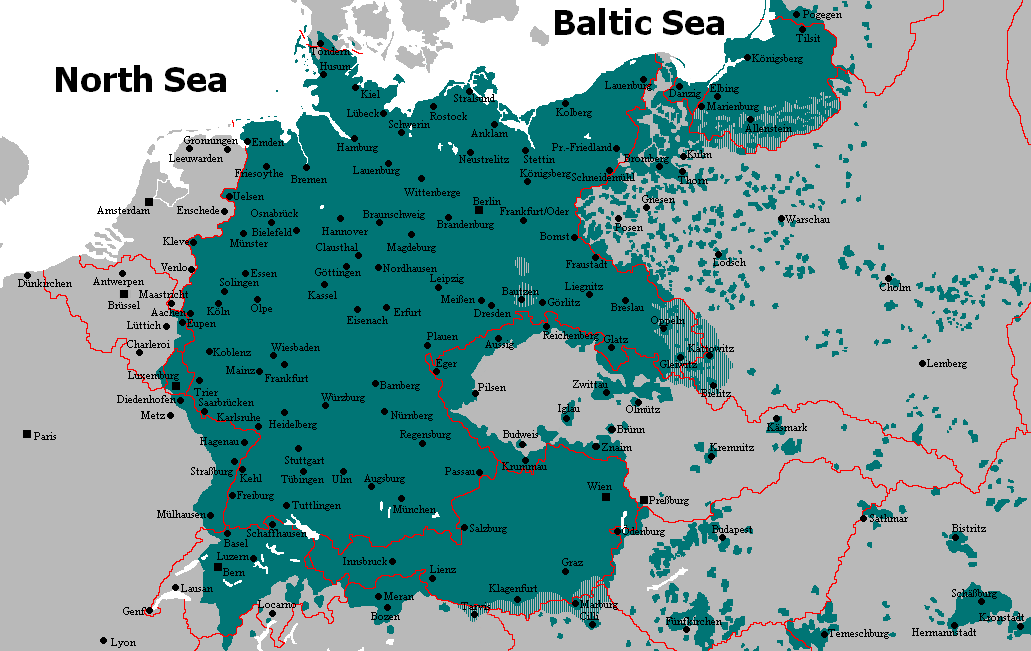
Volksdeutsche 1910.

La collaboration des nationalistes ukrainiens avec les forces spéciales nazies commence pratiquement au début de l'année 1930. Des contacts entre l'Organisation militaire ukrainienne (UVO), sont établis par sa division germanique[Quoi ?], commandée par Richard Yari, avec le chef des troupes d'assaut Ernst Röhm.
Dès 1932, Yari devient président de l'Organisation des nationalistes ukrainiens, sous la direction du NSDAP. L'objectif des nationalistes ukrainiens est de créer et de former une faction militarisée d'ukrainiens émigrés.
En 1933, Yari et Röhm signent un accord sur les bases duquel les détachements d'assaut nazis (SA) réservent la possibilité d'une formation militaire pour les jeunes combattants des UVO (Organisations militaires ukrainiennes) et OUN (Organisations nationalistes ukrainiennes).
En outre, la section ukrainienne des fascistes russes de l'organisation R.O.N.D. est sous la tutelle de l'Abwehr, et ses membres sont intégrés à ce qui deviendra, plus tard, le régiment de combat Brandebourg 800.
En 1938 et à Berlin, sous la direction du colonel Roman Souchko est créé un bureau dont le but principal est l'enregistrement des émigrants ukrainiens et leur surveillance.
Durant cette année 1938, près de Berlin-Tegel, puis près du lac de Chiem, et à Quenzgut au bord du lac Quenz, près de Brandebourg, sont créés, par l'Abwehr, des centres d'entraînement, en vue de la création d'une cinquième colonne. Au sein de celle-ci se trouvent des émigrants politiques ukrainiens (Organisation des nationalistes ukrainiens, OUN), dans le but d'organiser des actions futures sur les territoires de la Pologne et de l'URSS.
En 1939, a lieu la préparation de 250 volontaires ukrainiens dans un camp de formation et d'entraînement, près de Hoher Dachstein.
Le recrutement des volontaires ukrainiens est organisé, dans toutes les grandes villes de Pologne, par un comité central ukrainien et un sous-comité adjoint. Dans les camps de réfugiés ukrainiens, dans les villes de Biała Podlaska et de Chełm, des collaborateurs de l'Abwehr mènent leurs interrogatoires en vue du recrutement pour l'école de reconnaissance et de sabotage.
L'Abwehr arme illégalement dès cette époque des groupes de l’OUN et de Volksdeutsche sur le territoire de l’URSS.[réf. nécessaire] Elle leur fournit des armes en contrebande par-delà la frontière.

## La Seconde Guerre mondiale

### Les saboteurs ukrainiens et la préparation de l'invasion de l'URSS

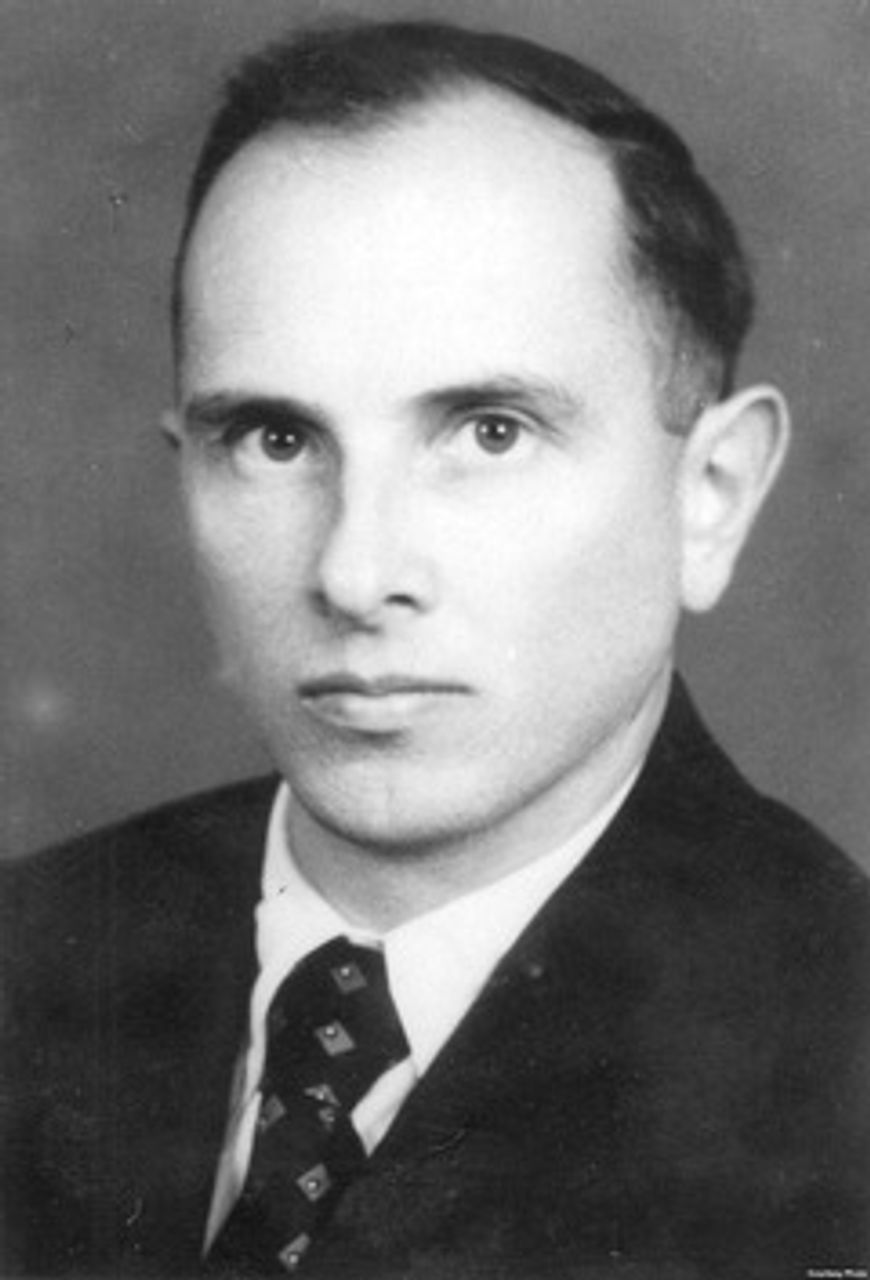
Stepan Bandera

En mars 1940, avec l'aide de l'Abwehr, la direction de l'OUN lance des groupes de sabotage en vue de réaliser des actions de désobéissance civile à Lviv et en Volhynie. Des groupes de saboteurs de l'OUN font de même dans la région de Włodawa et de Biała Podlaska, en réussissant à neutraliser le NKVD par leurs actions.
Dès 1940, l'OUN se scinde en deux tendances : celle, plus radicale, de Stepan Bandera et celle, plus modérée, d'Andriy Melnyk. Elles sont désignées respectivement : OUN-B et OUN-M. Les groupes menés par Stepan Bandera et soutenus par les Allemands prirent le dessus sur les groupes plus modérés. Ce sont les hommes de Bandera qui dirigeaient les unités auxiliaires de l'Organisation des nationalistes ukrainiens (OUN-B) qui pénétrèrent en Galicie orientale en juin 1941 avec la Wehrmacht.
Un centre de formation a commencé à fonctionner dès 1940, auprès de l'Abwehr de Cracovie. Il prépare des éclaireurs et des saboteurs qu'il recrute parmi les Ukrainiens, les membres de l'OUN-B et de l'OUN-M. Il est scindé en quatre camps ou divisions : deux au sud-est de Cracovie et deux à proximité de Dukla (Дукла). Le centre est camouflé : sous les dehors d'un camp de travail obligatoire, une partie des étudiants sort pour effectuer des travaux agricoles. Dans chacune des divisions sont formés 100 à 300 personnes.
Dans le bourg de Dukla, de Kamienica Dolna et de Barvinek, sont formés des membres de l'OUN-B. L'Oberleutnant Arendt, le capitaine Wolf et le lieutenant Eggers dirigent l'école.
Les agents ukrainiens s'occupent des préparatifs de guerre et apprennent en particulier les méthodes de renseignement, de sabotage et d'organisation de mouvements insurrectionnels. À la fin de leur formation, une partie des agents retourne à leurs anciennes fonctions et est utilisée pour le contre-espionnage. D'autres agents s'occupent de la sécurité des usines (Werkschutz), appuyant l'Ordnungspolizei, sur le territoire de la Pologne, et travaillent avec la police secrète rurale dans des opérations de désarmement de clandestins polonais. Ceux qui arrivent des régions occidentales de l'URSS sont également admis dans un quatrième groupe de formation, en liaison avec le régiment Brandebourg 800 et, après leur formation, se concentrent sur des actions en URSS. Une résidence spéciale leur est assurée, pendant leur transfert, par des relais en Hongrie et en Slovaquie.
Après le début de la deuxième guerre, le centre de formation est supprimé et la plus grande partie de ses agents envoyée à Świętoszów (en allemand : Neuhammer), dans le régiment Brandebourg 800. Tandis que ceux qui restent dans le centre sont transférés dans le commandement et les groupes de l'Abwehr.
Vers 1940, à la composition polonaise du régiment Brandebourg 800 s'ajoute la compagnie ukrainienne qui poursuit sa formation militaire à Baden, en Autriche. Par la suite, le bataillon se fond dans celui de Roland.
Après le déclenchement de l'offensive allemande, les bataillons Roland et Nachtigall (Rossignol) prennent part aux actions militaires dans les territoires occupés de l'URSS.

### Les événements de Lviv
La participation du bataillon Nachtigall à la répression et au meurtre de populations civiles, à Lviv, reste une question discutée. Parmi ces actions, il faut tenir compte de l'extermination, du 1er juillet 1941 au 6 juillet 1941 d'environ 3 000 activistes soviétiques, du pogrom contre les juifs et du Massacre des professeurs de Lwów.
Le 26 juin 1941, la ville de Lvov fut abandonnée par les forces soviétiques, et dès le 30 juin 1941 l'armée allemande et ses alliés occupèrent Lvov. Avant le départ des Soviétiques, dans les prisons no 1, 2, 4 de Lvov et la prison no 3 de Zlotchev, commencèrent dès le 22 juin, des massacres par fusillade de prisonniers condamnés pour des raisons politiques par le NKVD. La population polonaise fut particulièrement touchée, 2 464 personnes furent fusillées selon des sources soviétiques,,.
Suivant des témoignages récoltés par les Allemands, la majorité des prisonniers des prisons du NKVD étaient des membres de OUN. Mais il y avait parmi eux également des Polonais et des Juifs. Les Ukrainiens accusèrent la population juive locale d'avoir soutenu le régime soviétique en général et surtout d'avoir aidé le NKVD dans son offensive meurtrière contre l'élite ukrainienne.
Les Ukrainiens rassemblèrent les Juifs de la ville de Lvov et les obligèrent à enlever les cadavres des victimes du NKVD des fosses communes ou des prisons pour les enterrer. Les Juifs durent ensuite aligner le long des tombes les corps des victimes assassinées avant d'être eux-mêmes abattus,.

### Actions de l'OUN dans les territoires occupés
Au début de la guerre, dans les territoires de l'URSS, les choix d'objectifs suivants se posent pour les membres de l'OUN : « tuer les chefs militaire et politiques », « saboter le fonctionnement de l'administration en répandant de fausses nouvelles, en semant la panique, en démantelant la mobilisation, en attaquant des casernes et des garnisons, les dépôts et les liaisons routières et ferrées, en détruisant les lignes téléphoniques, télégraphiques, les ponts, en plaçant des obstacles sur les routes et en détruisant les moyens de transport. »
Les prisonniers russes doivent être remis à l’administration allemande ou être fusillés. Mais les « politiques », les communistes et les membres du NKVD doivent être tués sur place. Les rapports de l'OUN, qui ont été conservés, démontrent que les ordres donnés à ce sujet sont exécutés avec beaucoup de zèle.
Après l'élargissement du gouvernement général de Pologne, le 7 août 1941, le centre régional de l'OUN pour les territoires de l'ouest publie une déclaration dans laquelle il attire l'attention sur ceci : « Les nationalistes ukrainiens prendront une part active au travail social de tous les aspects de la vie nationale. L'OUN ne mènera pas de combat clandestin contre l'Allemagne, en dépit des renseignements provocateurs de saboteurs sur les affaires ukrainiennes. »
Par ailleurs un compte-rendu du SD, de fin octobre 1941, signale que les activistes de l'OUN qui se sont trouvés sur le territoire de l'URSS, dans ses frontières d'avant 1939, s'occupaient en même temps de la formation de l'administration et de la police, de l'extermination de communistes et de Juifs et de la propagation de leurs idées. Le compte-rendu de novembre parle de l'attitude négative de la population à l'égard de ces groupes, et du fait que leur action provoque « une attention inutile » et « donne une image négative de la seule autorité possible : celle des nazis ». La plupart des membres actifs de ces groupes sont arrêtés et reconduits dans le gouvernement général. Pour les Allemands, ces actions en 1939 sont prématurées.

### Proclamation de l'État Ukrainien

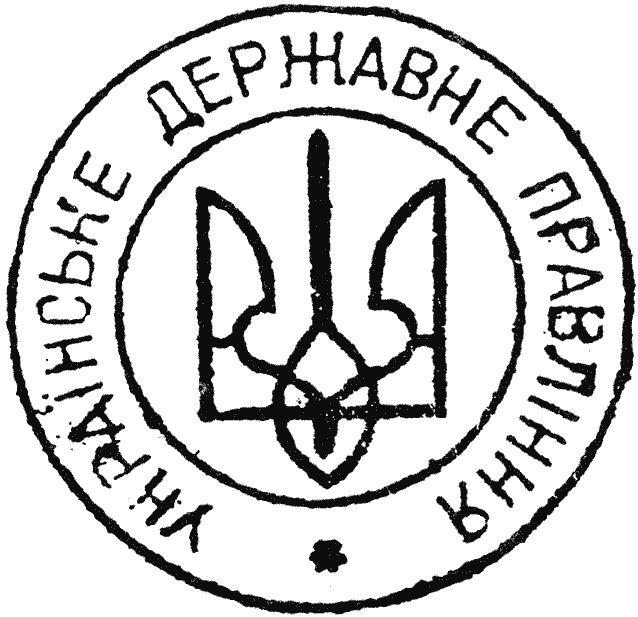
Sceau de l'État ukrainien en 1941.

À l'arrière d'une partie de l'avant-garde allemande, apparaît à Lviv, avec un groupe de partisans, Iaroslav Stetsko (Я. Стецько), premier suppléant de Stepan Bandera, chef de l'OUN(B). C'est à Lviv qu'est proclamé, le 30 juin 1941, l'État d'Ukraine, après la création d'un Rassemblement national ukrainien. Cet État d'Ukraine planifie, avec la Grande Allemagne, l'instauration d'un nouvel ordre mondial. Stetsko devient le président, premier ministre du gouvernement de ce nouvel état. En juillet 1941, ce gouvernement édicte une déclaration d'indépendance dans laquelle il décrète ce qui suit : 

« Le nouvel État d'Ukraine, se fondant sur la pleine souveraineté de son pouvoir, s'inscrit volontairement dans les rangs du nouvel ordre européen qui est fondé par le chef de l'armée allemande et du peuple allemand lui-même : Adolf Hitler, son chef, a commencé la lutte pour l'instauration de ce nouvel ordre. »

 Cette indépendance est toutefois de courte durée et Bandera est arrêté et exilé en Allemagne.

### L'armée nationale révolutionnaire d'Ukraine (UPA)
Dans le texte de la déclaration d'indépendance, du 30 juin 1941, il est dit que l'armée nationale révolutionnaire d'Ukraine est créée sur le territoire ukrainien et qu'elle combattra plus tard avec son alliée, l'armée allemande, contre l'occupation par Moscou et pour l'État souverain d'Ukraine et le nouvel ordre mondial.
Cet Acte propose la création d'une Armée ukrainienne qui « partira en guerre, avec les Allemands, et se tiendra à leurs côtés sur tous les fronts, tant que la guerre ne sera pas gagnée ». Dans le mémorandum du 14 août 1941, on retrouve cette tendance de l'OUN, favorable aux Allemands.
Le 1er juillet 1941, à Lviv et dans ses environs, se répand la déclaration de la direction régionale de l'OUN, sur la « terre protectrice des Ukrainiens », de E. Klimov, signée du pseudonyme Lieutenant Eugène Legenda. Cette déclaration prône la création d'une armée nationale révolutionnaire ukrainienne. Plus loin dans le texte, plusieurs harangues déclarent, encore : « le plus grand rôle, dans la première étape de la guerre vers l'Est, incombe à l'armée allemande. En attendant que les Allemands se battent contre Moscou, nous devons créer notre propre armée, puissante, pour, qu'ensuite, nous puissions prendre part au partage du monde et à sa direction. ».
Le 27 juillet 1941, dans le centre-ville de Rivne, a lieu la prestation de serment du Premier bataillon de l'armée ukrainienne, du nom de « Kholodna Yara », sous le commandement de C. Katchincky (ancien de l'UPA), connu aussi comme formateur de l'UNRA, à Loutsk, et dans les rangs de plus petites formations, dans différentes régions de la Galicie et de la Volhynie.
À l'automne 1941, ils sont réformés et adjoints comme auxiliaires de police.

### La milice populaire ukrainienne
Avec le début de l'opération Barbarossa, l'OUN, pour la libération de territoires par la Wehrmacht, la formation d'un détachement de la milice ukrainienne s'organise.[pas clair] Le 25 juin 1941, Stetsko, dans sa lettre à Bandera, écrit : « Rassemblons une milice, qui aidera à supprimer les juifs ».

« no 82 P
Ville de Lvov, le 28 juillet 1941.
Au service de sécurité de l'OUN de Lvov, le père Tabinsky nous informe :
« Notre milice procède maintenant à de nombreuses arrestations de juifs, avec les services allemands. Avant leur liquidation, les Juifs se défendent par tous les moyens, et, en premier lieu, en essayant d'acheter les miliciens. Suivant les informations du père Tabinsky, il y a, parmi nos miliciens, certains qui, pour de l'or ou de l'argent, libèrent des Juifs : ils doivent être arrêtés. Nous n'avons pas de données concrètes, mais nous vous transmettons ceci pour information et utilisation ultérieure.
Gloire à l'Ukraine !
Organisation des nationalistes ukrainiens.
Division principale de la propagande. »

À partir de l'automne 1941, l'OUN se consacre à l'adjonction d'une force de police ukrainienne à ses partisans, à l'ouest, mais aussi, à l'est de l'Ukraine : « La jeunesse nationale ukrainienne doit massivement et volontairement s'inscrire dans les cadres de la police ukrainienne », dans les provinces orientales. Plus exactement, les subdivisions de la police ukrainienne (quatre à six mille hommes) deviennent une composante importante de l'UPA, à l'automne 1943.
La milice ukrainienne est très active dans l'extermination des citoyens soviétiques, et surtout des Juifs, des tziganes et des communistes. Ainsi, à la fin de l'automne 1941, ses formations prennent une part active dans l'extermination de 150 à 200 000 Juifs, rien que sur le territoire du Reichskommissariat Ukraine. En 1942, ils continuent à prendre part à l'extermination du peuple juif, mais aussi des Polonais (Massacre des Polonais en Volhynie), aussi bien à l'ouest qu'à l'est de l'Ukraine. Ils jouent un rôle, également, dans la police des camps de concentration, pour les prisonniers de guerre et les ghettos.

### Formation de la police de sûreté
Dans les rangs de l'Armée allemande, il y a des représentants des différents peuples de l'URSS, des collaborateurs ukrainiens (pas parmi les moins nombreux) et, à partir des effectifs de Kiev et de Bucovine sont formés des bataillons de la police de sûreté ukrainienne Schutzmannschaft, dite « Chouma », sous les numéros 109, 114, 115, 116, 117, et 118. Leur rôle principal est la lutte contre les partisans soviétiques.
Le 201e bataillon Schutzmannschaft est créé en octobre 1941, spécialement pour la lutte armée contre les partisans biélorusses et l'extermination des Juifs. Il est commandé par le major Eugène Pobihushchiï (Jewhen Pobihuszczyj (pl) et Roman Choukhevytch commande la première compagnie. À la mi-mars 1942, le bataillon est transféré en Biélorussie, où il est appelé Sous-division de la 201e division de police, qui, avec d'autres brigades et bataillons, est en activité sous le commandement d'Erich von dem Bach-Zelewski (Obergruppenführer SS).
D'autres bataillons de protection prennent part à l'extermination de citoyens soviétiques, à Zolotchiv, Ternopil, Sataniv, Vinnytsia, et dans d'autres villes et villages, en Ukraine et en Biélorussie,,.
La police du district de Raïon de Ratne, sous la direction de Logvinski et Seniok, ensemble avec le 15e Schutzbataillon du régiment de police (compagnie Nürnberg) détruit le 23 septembre 1942, le village de Kortelisse. Le village est entièrement incendié et 2 892 habitants (dont 1 620 enfants) sont fusillés. Les villages voisins de Birk, Sabaloty, Borisovka sont également détruits.
Le 50e bataillon ukrainien de sûreté prend part, en février-mars 1943, à des opérations sur le territoire biélorusse, contre les partisans. Durant cette opération, 158 localités sont mises à sac et incendiées avec leurs habitants, dont : Ambrase, Anisko, Boula, Jernosek, Kaliout, Konstantin, Paporot, Sokolov.
La police ukrainienne du Reichskommissariat Ukraine participe plus d'une fois à ces actions punitives, telles que la liquidation du ghetto de Rivne (Rovno), les fusillades du Massacre de Babi Yar, etc,.
Les bataillons ukrainiens prennent également part à la surveillance de ghettos et de 150 camps, créés dans l'Ukraine occupée, ainsi qu'à la déportation des Juifs du ghetto de Varsovie, en juillet 1942. À Doubno, le 5 octobre 1942, les policiers ukrainiens fusillent 5 000 Juifs. La police ukrainienne prend part à la liquidation de la population juive de Tchoudniv (500 personnes), le 16 octobre 1941. À Radomychl et à Bila Tserkva, les policiers ukrainiens tuent des enfants juifs.
Rien que dans le district de Galicie, on comptait, parmi les policiers ukrainiens, environ 20 000 volontaires. À Lviv, où les ukrainiens ne représentent qu'environ 15 % de la population, les cadres de la police locale ne sont que des Ukrainiens,. Le nombre total des bataillons de sûreté se chiffre à 35 000 hommes.

### Relations de la population ukrainienne vis-à-vis des collaborateurs et des nazis
Avec l'irruption des forces allemandes et de leurs alliés sur le territoire de l'URSS, dans ses frontières d'avant septembre 1939, les rapports du Sicherheitsdienst (SD) et de services de renseignements de l'OUN constatent un important contraste de comportement des populations.
Dans les territoires polonais annexés en 1939, on construit des arcs de triomphe à la gloire des forces allemandes et la plus grande partie de la population accueille les Allemands comme des libérateurs.
Dans les petites villes de Galicie orientale la situation se présentait comme suit à l'arrivée des Allemands. Des témoins de la ville de Brzezany, au sud de Zolotchiv (Zloczow) ont décrit ainsi les évènements : « Lorsque les Allemands sont entrés dans la ville, les Ukrainiens étaient en liesse. Des foules de paysans, pour la plupart des jeunes, brandissant des drapeaux jaunes et bleu ornés du trident ukrainien, emplissaient les [...] rues. Ils étaient venus des villages, vêtus du costume national ukrainien et chantant des chansons ukrainiennes ». Dans les prisons et dehors, on a découvert les cadavres des militants ukrainiens tués par le NKVD. « La vision était indescriptible, tout comme la puanteur des cadavres. Ils jonchaient le sol des cachots. D'autres cadavres flottaient dans la rivière, la Zlota Lippa. Les gens accusaient le NKVD et les Juifs. » La suite était prévisible : « La plupart des Juifs qui ont péri à Brzezany ce jour-là ont été assassinés à coup de manches de balais sur lequel on avait fixé des clous [...]. Il y avait des rangées de bandits ukrainiens, armés de gros bâtons. Ils ont forcé ces gens, les Juifs, à passer entre les deux rangées et les ont massacrés de sang-froid avec ces bâtons. ».
Par contre, dans les localités d'Ukraine restées soviétiques, plus à l'est, rien de semblable ne se produit.
L'attitude de la population ukrainienne vis-à-vis des nouveaux arrivants, y varie entre l'apathie et une haine dissimulée. Seuls quelques-uns (qui étaient restés dans des territoires du côté soviétique) des membres de différents partis et formations antibolcheviques datant de 1917-1921, soutiennent, mais faiblement, l'invasion allemande.
Au moment où, dans les districts de l'Ukraine occidentale, la population continue à traquer et à capturer, dans les bois, « des opposants, communistes et des Juifs », dans la partie soviétique de l'Ukraine orientale, on fusille des habitants de la région qui aident ou cachent les partisans et les opposants.
À l'automne 1941, les responsables locaux du Sicherheitsdienst, compétents dans le Reichskommissariat Ukraine, donnent régulièrement des instructions en vue de la liquidation des groupes et détachements de partisans et d'agents bolcheviques qui s'infiltrent dans l'administration dans des buts de sabotage.
Des communiqués du commissaire du Reich parlent de l'arrivée d'une situation plus calme à l'issue des luttes pour le pouvoir, entre les deux tendances, à l’intérieur de l'OUN-B et l'OUN-M,,,,. Mais tout n'est pas toujours clair.
Si les Juifs n'ont pas été aidés par les Ukrainiens, il y eut presque autant de réticence à aider les Allemands. En septembre 1941 l'Einsatzkommando 6 de l'Einsatzgruppe C rapporta :
« « Presque nulle part on ne peut convaincre la population d'agir réellement contre les Juifs.
Cela peut s'expliquer par la crainte qu'ont beaucoup de gens d'un retour possible de l'Armée rouge. Nous avons entendu cette inquiétude exprimée à de nombreuses reprises. Des vieillards ont fait remarquer qu'ils avaient déjà vu les Allemands se replier brusquement en 1918. Afin de combattre cette psychose de peur et afin de détruire le mythe (Bann) qui représente les Juifs comme détenant le pouvoir politique (Träger politisher Macht), l'Einsatzkommando 6 a plusieurs fois fait défiler les Juifs à travers la ville avant de les exécuter. Il a également pris soin de faire assister aux exécutions les miliciens ukrainiens ». ».
Cette «dévalorisation» des Juifs aux yeux du public n'obtint pas tout l'effet escompté. Au bout de quelques semaines l'Einsatzgruppe C déplorait une fois de plus la répugnance de la population à dénoncer les Juifs réfugiés dans la clandestinité. Les Ukrainiens restaient passifs et paralysés par la « terreur bolchévique ». Seuls les « Allemands ethniques » de la région s'activaient à assister l'Einsatzgruppe dans sa tâche.
Il existait au sein des populations civiles slaves en général et ukrainiennes en particulier des conflits émotionnels et des blocages psychologiques qui jouaient dans les deux sens. Les Slaves n'aimaient pas particulièrement leurs voisins juifs et n'éprouvaient pas un besoin irrésistible de les aider. Dans la mesure où ils pouvaient le faire ils furent retenus par la crainte des représailles. Mais en même temps cette population ressentait l'application de la « Solution finale » comme un spectacle déroutant, consternant. Dans son ensemble, elle ne fut guère tentée de participer à des actes d'une si extrême sauvagerie, notamment en pensant aux troupes soviétiques encore si proches et qui pouvaient revenir. En fin de compte, l'interaction de ces facteurs poussa les Slaves à refuser de prendre parti, à se réfugier dans la neutralité. Ils furent peu nombreux à se ranger du côté allemand, et moins encore du côté Juif.
Dans la masse des rapports des Einsatzgruppen on ne trouve mention que d'un seul acte en faveur des Juifs : le Sonderkommando 4b annonçait avoir fusillé Senitsa Verchovski, maire de Krementchoug pour avoir « essayé de protéger les Juifs ». À la connaissance de Raul Hilberg il s'agit d'un cas unique. Qui tentait de secourir les Juifs devait agir seul et être exposé, avec sa famille, au risque d'une exécution par les Allemands. Celui que sa conscience poussait à agir ne rencontrait aucun encouragement. Dans tout le territoire occupé les Juifs demandaient secours aux chrétiens mais en vain.
Avec l'invasion allemande des territoires de l'Ukraine, c'est-à-dire après le début de la guerre entre l’Allemagne et l'URSS, les organisations indépendantistes ukrainiennes, qui caressent l'espoir d'obtenir l'indépendance de l'État ukrainien, collaborent avec les forces armées allemandes, par différents moyens, et durant une période limitée. Ce n'est que vers 1942-43, qu'il apparaîtra que le pouvoir allemand pratique une politique de sujétion économique et politique pire que celle menée auparavant.
De grands espoirs sont fondés sur la déclaration d'indépendance (par les forces de l'OUN) et un gouvernement national ukrainien, avec, à sa tête, Iaroslav Stetsko. Mais cette tentative, malgré des relations loyales avec l'Allemagne, suscite l'hostilité, puis l'indifférence, de cette dernière qui n'en tient pas compte.
Dès le 4 juillet 1941, la déclaration d'indépendance de l’état ukrainien est annulée par les Allemands. Stepan Bandera et Iaroslav Stetsko, après avoir refusé de revenir sur leur déclaration, sont arrêtés et déportés dans un camp de concentration, à Oranienburg-Sachsenhausen, en Allemagne[réf. souhaitée].
À cette époque (1941-1943), à Babi Yar, sont fusillés 621 membres de l’OUN et, parmi eux, la poétesse ukrainienne Olena Teliha et son mari. Bandera perd son frère dans le camp de concentration. Beaucoup de dirigeants locaux et de villageois sont fusillés par les Allemands, alors qu’ils étaient prêts à collaborer. Ainsi, le premier bourgmestre de Kiev, Alexandre Ogloblina, est arrêté quelques mois après sa prise de fonction, pour cause d'abondante propagande de la culture nationale ukrainienne ; mais aussi Wladimir Bagasia, qui est fusillé durant le Massacre de Babi Yar.
La politique nazie des Allemands d’occupation du territoire est orientée vers l'affaiblissement de tous les facteurs potentiels d'indépendance nationale, qui peuvent devenir les bases de mouvements d'indépendance. Cela apparaît, par exemple, dans l'organisation de l'ensemble de l'enseignement général, dans les quatre niveaux scolaires : le renversement des plus hauts niveaux d'enseignement vers une étroite spécialisation professionnelle pratique, l'élimination des activités culturelles amateurs à l'initiative de la population ukrainienne, la fermeture des institutions scientifiques, des musées et bibliothèques, leur pillage, l'infantilisation du niveau de la culture dans la presse, le théâtre, et ailleurs. L'affaiblissement des possibilités de la population est atteint par la faim, par l'ensemble des services médico-sanitaires, par les conditions inhumaines de travail imposées aux ukrainiens envoyés en Allemagne, et aux prisonniers de guerre soviétiques. Mais, aussi, par des exécutions massives de différents groupes de populations, pour des prétendus soutiens de mouvements de résistants.
Apparue au début de 1942, l'UPA prend le chemin de la résistance contre un état totalitaire. L'UPA attire dans ses rangs des cadres de l’OUN-B, Polesskoy Cetchi, d'anciens collaborateurs, et, avec le temps, s'affirme comme une force puissante de résistance en Ukraine.

## UPA et OUN-B
Le début des discussions et de l'établissement des liens entre les Allemands et l'OUN-UPA a lieu à la fin de 1943. Le 29 janvier 1944, le commandant du 13e corps d'armée de la Wehrmacht observe que : « ces derniers jours, des bandes de nationalistes ont cherché à prendre contact avec les forces armées allemandes » et que « dans les cas où ils ont obtenu, par la discussion, des accords pour mener avec eux des combats exclusivement contre l'Armée rouge et les partisans soviétiques et polonais, on leur a permis d'obtenir une quantité d'arme et de munitions ». Cette méthode est adoptée aussi par le 4e commandement des tankistes, dont ce corps d’armée fait partie.
La collaboration des Allemands et de l’UPA est aussi confirmée par le rapport des partisans soviétiques.
Au début de 1944, dans un communiqué adressé au chef du réseau « Wehrwolf », l’Obergruppenführer SS, Hans Prützmann, signale : « L'UPA envoie systématiquement dans les territoires ennemis occupés les résultats de ces reconnaissances lui sont transmis au Département du Ier groupe d'armée du front sud. ».
À partir de février 1944, des détachements de l’UPA, accompagnés d'une partie des divisions SS Galicie, mènent le combat contre les Soviétiques et les partisans polonais sur le territoire du district de Galicie.
De mars à mai 1944, à Lviv, des discussions ont lieu entre les représentants de l’OUN, ceux de la police et ceux du service de sécurité du gouverneur général, à propos des accords sur les modalités pratiques de coopération. Le 9 mars 1944, une ordonnance du groupe UPA-Nord déclare : « Aujourd'hui il subsiste un ennemi au moins. Luttons contre l'impérialisme moscovite, contre les partis, le NKVD et ses valets, qui sont prêts à aider tous les ennemis du peuple ukrainien ! ».
Le 19 avril 1944, à Lviv, se tient une réunion des commandements Abwehr 101, 102 et 305, du groupe d'armée Sud, durant laquelle il est mis l'accent sur l'importance du fait d'obtenir de l'UPA et de l'OUN des informations intéressantes.
À l'automne 1944, les Allemands libèrent Bandera et Stetsko, avec le groupe des hommes qui avaient été arrêtés auparavant, membres des OUN-B et OUN-M. La presse allemande publie un grand nombre d'articles sur les succès de l’UPA, dans la lutte contre le bolchevisme et appelle les membres de l'UPA « les militants ukrainiens pour la liberté ».
Pour la fourniture d’armement et d’équipement, un pont aérien est organisé, par lequel, dans le rayon d'action de l'OUN-UPA, des hommes de l'OUN et des saboteurs allemands sont échangés.

## Les formations militarisées du Troisième Reich
Beaucoup de collaborateurs ukrainiens se retrouvent dans les unités de la Wehrmacht. Plus de 700 collaborateurs servent comme soldats dans la 5e panzerdivision SS « Viking », 1 000 dans la division SS « Frundberg », beaucoup encore dans la 22e division Keitel, la brigade Nora, etc.

## Division SS «Galicie»
La 14e division de grenadiers SS Galicie (première division ukrainienne) reçoit le nom de « Division SS Galicie » le 12 octobre 1944, après la liquidation de l'insurrection slovaque. Elle est connue actuellement dans la littérature sous son diminutif de « division SS Galicie ». Elle est formée d'Ukrainiens de Galicie au même titre que la 13e division de montagne de la Waffen SS Handschar, la première division SS recrutée parmi des volontaires non-germaniques du district de Galicie du gouvernement-général. La formation de cette division se fait avec l'appui actif de l'Église grecque-catholique ukrainienne avec des chapelains dans les unités formées.
L'excédent de volontaires (entre 80 et 90 000) est autorisé à participer à une formation avec les 5e, 6e, 7e, et 8e régiments de volontaires SS, et avec le 204e bataillon. Par la suite une partie de l'excédent est utilisée pour la création d'autres divisions. Elles seront supprimées à Brody (Ukraine), en juin 1944. En février 1944, deux groupes de combat sont encore formés, orientés vers des actions anti-partisans dans le district de Galicie, en même temps que les régiments SS « Galicie » 4 et 5, déjà actifs dans la région.
Après la période des actions contre les partisans, les divisions SS se livrent à des crimes de guerre. Le plus connu est la destruction par l'UPA du village polonais de Huta Pieniacka, où, selon diverses estimations, environ 1000 habitants innocents perdirent la vie.À la mi-juillet 1944, la première division est anéantie dans les massacres de Brody.
À la fin septembre 1944, une nouvelle division est formée afin de réprimer l'insurrection slovaque ; vers la mi-octobre, elle voit ses effectifs se reformer, au complet, pour pouvoir agir en Slovaquie. En janvier 1945, la division est déplacée à la frontière austro-slovaque où se déroule la lutte contre les partisans yougoslaves. À la mi-mars, la division est désarmée et doit livrer ses armes aux Allemands mais la rapide progression de l'Armée rouge la contraint finalement à avancer vers le front où elle entre en action avec le premier régiment de cavalerie allemand ; ensuite, jusqu'à la capitulation allemande, elle se trouve sous les ordres du 4e corps blindé SS. Aux derniers jours d’avril 1945, la division est nommée la première de l'Armée nationale ukrainienne, bien que du côté allemand, elle porte toujours son nom de Division SS Galicie. Durant la période du 8 au 11 mai 1945, une partie des membres de la division se rend aux Américains et aux Britanniques.

## Événements d'après-guerre
Les SS ukrainiens, qui sont tombés aux mains des Anglais, sont séparés des Allemands et envoyés dans un camp dans les environs de Rimini, en Italie. À la suite de l'intervention du Vatican, qui estime que les soldats de ces divisions sont de « bons catholiques et de tradition anticommuniste », leur statut est modifié par les Anglais, passant de celui de « prisonniers de guerre » à « personnel ennemi qui s'est rendu ». Au moment de se rendre, les membres de la division affirment qu'ils ne sont pas Ukrainiens, mais Galiciens, et cela donne un motif officiel pour refuser de les livrer, malgré les demandes pressantes et les exigences des Soviétiques.
En 1948, dans la zone anglaise d'occupation en Allemagne, le processus de recherche des criminels nazis est arrêté et toutes les forces alliées sont mises en œuvre pour trouver les « espions et agents soviétiques ».
Le verdict du Tribunal de Nuremberg signifie qu'« il est physiquement impossible de séparer une quelconque partie des SS qui n'aurait pas participé à des actions criminelles ou d'affirmer que n'importe quel membre des SS, ou encore que chacun d'eux est criminel de guerre. Les SS forment une organisation criminelle, mais il faut en exclure tels membres, qui avaient été appelés à faire partie de cette organisation par ordre d'un organe gouvernemental et que, par ailleurs, ils n'avaient pas vraiment le choix et, encore, exclure tels autres qui n'avaient pas accompli de pareils actes criminels. »
Le verdict du tribunal de Nurembreg, relatif aux crimes contre la paix, aux crimes de guerre et aux crimes contre l'humanité, vise l'ensemble des SS, de la Gestapo et des SD.
À Nuremberg, encore, sont reconnus criminels les membres et agents du SD coupables de crimes de guerre, indépendamment du fait qu'ils fussent des membres des SS ou non. Quatre à huit régiments, formés à l'automne 1944, 204 bataillons de défense, 31 bataillons du SD entrés en action en 1944-1945, se trouvaient être sous les ordres des SS et sont, pour cette raison, formellement inclus dans cette catégorie.
La commission canadienne pour les crimes de guerre, après avoir siégé près de 2 ans, accepte formellement l'absence de responsabilité collective pour les crimes de guerre de la division « Galicie ». Dans le compte-rendu officiel de la commission, les membres de la « Division SS Galicie » sont mentionnés comme des « réfugiés ayant été victimes de la propagande communiste » ; quant à la raison de leur entrée volontaire dans les rangs des SS, elle est renseignée comme étant une « haine à l'égard de la tyrannie communiste ». D'ailleurs, dans les travaux de nombreux historiens et conservateurs de documents d'archives, il est mentionné que la division « était entrée en lutte contre le bolchevisme ».
Pendant toute la durée des travaux de la commission, se manifeste une campagne active des diasporas baltes et ukrainiennes, dont les représentants exigent que ne soient pas examinées les preuves présentées par les pays occidentaux d'Europe et par l'Union Soviétique.  Ce but est atteint, finalement, par des moyens formalistes et bureaucratiques.
Le 14 novembre 1985, la Commission établit des exigences sévères concernant les preuves matérielles :
1. La protection de la réputation, dans le cas d'obtention par des moyens confidentiels ;
2. L'indépendance des traducteurs ;
3. L'accès à une documentation en original ;
4. L'accès à des données déjà présentées antérieurement ;
5. La liberté d'interroger les témoins suivant la pratique juridique canadienne ;
6. L'enregistrement des interrogatoires de témoins.

Aucune réponse satisfaisante n'est donnée du côté soviétique, avant juin 1986, à ces exigences de la commission.
Par la suite, la commission prétexte que le temps nécessaire à l'accomplissement de son travail n'est pas suffisant, du fait du trajet à effectuer sur place, à l'endroit où les événements ont eu lieu.
Cette décision, et, plus tard, les entraves à l'étude de dossiers concernant certaines personnes, les principes de la commission concernant l'admission des preuves pouvant être prises en considération, ont fait que le gouvernement canadien s'est exposé, à maintes reprises, à la critique pour l'absence de prise de position responsable dans l'affaire des criminels de guerre nazis,,,,.

## Enjeux mémoriels dans l'Ukraine moderne
Dans une Ukraine encore politiquement jeune et cherchant sa propre voie culturelle, les collaborateurs, en particulier Stepan Bandera et Roman Choukhevytch, incarnent des figures ambivalentes dans la culture de l'Ukraine contemporaine : à la fois responsables d'atrocités au nom de l'idéologie nazie, ils ont également mené l'Ukraine à son indépendance face à l'Union soviétique. Ce dernier aspect est celui qui a été mis en avant après le début des années 2000 par des militants et politiciens favorables à leur réhabilitation historique,, remportant un soutien grandissant dans la population ukrainienne,, même si des groupuscules ainsi qu'une partie de la population, surnommés les banderites, embrassent également leur idéologie nazie, avec un soutien grandissant rapidement depuis la révolution ukrainienne de 2014 et les tensions avec la Russie. Néanmoins, l'extrême-droite ukrainienne reste un phénomène marginal et divisé.
Viktor Iouchtchenko, ancien président de l'Ukraine de 2005 à 2010 succède à Viktor Ianoukovytch  et il a signée en 2010 un décret pour reconnaitre à titre posthume le statut de « Héros de l'Ukraine » à Stepan Bandera ainsi qu'aux principaux membres et théoriciens de l’OUN, provoquant des manifestations de protestation dans les régions de l'Est de l'Ukraine, incluant des scènes d'immolation d'effigies du président, ainsi qu'à l'international en Pologne et en  Israel. Ainsi, Iouchtchenko est à l'origine des premières politiques mémorielles nationales visant à marginaliser les identités des pro-russes à l'est et au sud de l'Ukraine, en privilégiant l'interprétation historique et la mémoire nationaliste, plus en phase avec les aspirations de l'Ukraine occidentale, qui ont été un catalyseur majeur de la diffusion de ce nationalisme historique. Néanmoins, dès les élections suivantes en 2010, les Ukrainiens élurent à nouveau son opposant Victor Ianoukovytch, lequel retira cette reconnaissance dès l'année suivante en 2011, ce qui suggère selon Robert David English que la question identitaire importe moins aux Ukrainiens que leur désir ordinaire de vivre une vie décente, et lorsque cela a à nouveau échoué en 2014, une autre contestation explosive apparut avec la révolution ukrainienne de 2014. Peu après ces événements, un portrait de Bandera fut aperçu à la mairie de Kiev.
Cette question identitaire reste un enjeu politique clé pendant la décennie suivante. Après la révolution ukrainienne de 2014, les politiciens, dont le nouveau président Porochenko, continuent d'essayer de surfer sur la vague identitaire pour récupérer les voix du parti Svoboda, quitte à s'attirer les faveurs des partisans des collaborateurs en instituant via le Parlement ukrainien en mai 2015 les « lois de décommunisation » déclarant héros de la libération les deux organisations paramilitaires OUN et UPA, un jour d'hommage national le 14 octobre, instituant des sanctions légales pour quiconque remettrait en cause ces statuts et punissant la promotion d'idées communistes et les symboles soviétiques,,, au même moment que les accords de Minsk II sont signés et proclament l'autonomie des régions séparatistes à l'Est, ce qui déplait fortement à la population d'Ukraine occidentale, bien plus peuplée que l'Est, qui reste dans l'incompréhension face aux promesses du gouvernement d'unité du pays, après les milliers de morts sacrifiés lors de la guerre avec les séparatistes. Le 14 octobre 2014 à Lviv, une marche en commémoration de la création de l'UPA a lieu, et le même jour à Kiev, 4000 de ces manifestants épaulés par des volontaires de la garde nationale issus des régiments Azov et Aïdar essayent de prendre le parlement mais échouent. Une marche aux flambeaux en l'honneur de Stepan Bandera est organisée chaque premier de l'an, à laquelle participent de quelques centaines à quelques milliers de personnes, malgré les protestations de la Pologne, de l'Allemagne et d'Israël,,,,. En mars 2021, une marche dite  "Embrodery March" a eu lieu à Kiev pour la première fois, importée depuis Lviv où elles existent depuis plusieurs années et a vu environ 300 ukrainiens défiler en l’honneur des Ukrainiens SS de la 14e division Waffen SS. Bien que légales, ces marches ainsi que « toute manifestation de la propagande des régimes totalitaires, en particulier du national-socialisme, et les tentatives de révision de la vérité sur la Seconde Guerre mondiale » ont été « catégoriquement condamnées » en 2022 par le président ukrainien Zelensky.
Le débat ukrainien sur la commémoration des collaborateurs dépasse ses frontières, causant de grandes tensions diplomatiques avec la Pologne voisine, qui a en réponse elle-même décidé de légiférer en 2018 pour interdire l'idéologie de Bandera, malgré les protestations de l'Ukraine,,.
Les sondages montrent également une importance grandissante de cette question identitaire pour la population ukrainienne, en particulier en Ukraine occidentale. En mai 2021, un sondage estimait que 32 % des Ukrainiens approuvaient l'œuvre de Bandera et un autre conduit la même année estimait que 80 % des Ukrainiens de l'ouest et 25 % de l'est soutenaient la reconnaissance par le gouvernement ukrainien des soldats de l'UPA et de leur combat pour l'indépendance ukrainienne. Ce dernier sondage estimait également que 70 % des Ukrainiens occidentaux et 11 % des Ukrainiens orientaux avaient une opinion favorable concernant la reconnaissance de Bandera comme figure historique.
L'occupation nazie en Ukraine a laissé des marques culturelles encore à ce jour, avec de très nombreuses rues nommées et de monuments construits en référence à des collaborateurs dont certains ont contribué à l'Holocauste. L'acceptation voire l'hommage rendu aux collaborateurs nazis du passé se reflète dans l'interdiction de publication d'ouvrages critiques et les déclarations favorables d'hommes politiques. Ces marques culturelles font l'objet de débats acharnés, expression d'une joute politique sur cette question identitaire,,. En 2016, le conseil de la Ville de Kiev a unilatéralement décidé de renommer l'Avenue de Moscou en Avenue de Bandera, décision qui a plus tard été annulée par décision judiciaire en 2018, de laquelle le Conseil a fait appel, gardant ainsi la rue nommée en Avenue de Bandera en attendant une décision finale d'une cour supérieure. De nombreuses autres joutes judiciaires similaires se sont déroulées pour de nombreuses autres rues nommées en l'honneur de Bandera, Choukhevytch ou d'autres soldats de l'UPA. En 2021, pendant les débats d'une campagne électorale[Quoi ?] électrique, les autorités de la ville de Lviv, dominées par des partis pro-identitaires dont Svoboda et Solidarité européenne de l'ancien président Petro Porochenko, n'ont pas hésité à rallumer le débat, en introduisant une demande auprès du gouvernement pour renommer le grand  stade de Lviv Arena en l'honneur de Bandera, forçant ainsi le président Zelensky à choisir un camp, avec le but implicite de questionner son patriotisme. En juillet 2021, un groupe de députés ukrainiens (78 au total sur 450,) de différents partis ont déposé une proposition de loi pour reconnaître à nouveau le statut de héros nationaux à Stepan Bandera et Roman Choukhevytch, qui est controversée à l'étranger et notamment en Pologne et Israël si elle venait à être adoptée.
Volodymyr Zelensky, président de l'Ukraine depuis 2019 et juif non pratiquant, a soulevé un tollé à l'international pour avoir déclaré en 2018 qu'il « était cool que Bandera soit un héros pour une partie des Ukrainiens » mais cette citation est tronquée, alors que l'interview complète dénote plutôt un questionnement de la place trop importante donnée à Bandera dans la culture ukrainienne, sans toutefois remettre en cause complètement sa mémoire :

« Il y a des héros indisputables. Stepan Bandera est un héros pour une part des Ukrainiens, et c'est une chose normale et cool. Il a été un de ceux qui ont défendu la liberté de l'Ukraine. Mais je pense que quand nous nommons tant de rues et ponts avec le même nom, ce n'est pas tout à fait normal. [...] Pourquoi ne nommons-nous pas [des rues] par leurs noms - ceux des héros qui unissent l'Ukraine aujourd'hui? Il y a une telle tension dans la société que nous devons faire tout ce qui est possible pour unir l'Ukraine. On m'a demandé une fois pourquoi il n'y avait aucune rue nommée d'après [le footballeur ukrainien] Andriy Chevtchenko? Il est un héros pour moi, je le pense sincèrement. »

Après la révolution ukrainienne de 2014, des milices ukrainiennes à tendance néo-nazie sont apparues ou se sont révélées et ont pour certaines intégré l'armée régulière comme le régiment Azov, ou le bataillon Century. Pour Adrien Nonjon, chercheur à l'INALCO, le mouvement Azov « peut être considéré comme l’incarnation d’un « nationalisme soldatique » situé à l’intersection de l’extrême droite parlementaire de Svoboda (qui compte aujourd’hui un député à la Rada) et des groupuscules paramilitaires ultra-nationalistes et néo-nazis, à l’exemple de Patriotes d’Ukraine, dont le commandement initial du régiment Azov puis du parti Corps national est majoritairement issu. ». Ce régiment d'élite de la garde nationale ukrainienne a joué un rôle important durant la révolution ukrainienne de 2014, plus exemplaire que le reste de la garde nationale, notamment en reconquérant la cité portuaire de Marioupol face aux rebelles prorusses, et en continuant à la défendre jusqu'à l'invasion de l'Ukraine par la Russie en 2022,. Basés originellement en Galicie, ces régiments n'ont que peu d'influence sur le régime de Kiev d'après Nonjon. Depuis son intégration dans la garde nationale, le recrutement s'est ouvert, et des profils divers ont rejoint ce régiment, diluant la proportion de membres aux idéaux les plus extrémistes, néanmoins « toutes les nouvelles recrues étaient endoctrinées aux idées, souvent xénophobes » d'après Viatcheslav Likhatchev, historien et expert en sciences politiques,. Ces troupes continuent d'arborer des insignes et iconographie nazie en 2022,, notamment Azov avec son emblème incluant une Wolfsangel inversée et inspiré de celui de la division SS Das Reich, et du SNA, ce que le groupe nie être une référence au nazisme mais qui se réfère à la place à la mythologie nordique, ce qui est un argument récurrent dans les groupes néonazis. Des groupuscules néonazis répartis un peu partout dans le monde, dont aux États-Unis, en Europe, notamment en Suisse romande, et au Venezuela, ont « dépassé la question des nationalismes pour des projets internationaux » avec des « cellules ressemblant beaucoup à celles des combattants islamistes » et ont apporté une aide internationale aux milices néonazies ukrainiennes, à la fois en envoyant des vivres et des combattants sur les lignes de combat face aux Ukrainiens prorusses pendant et après la révolution ukrainienne de 2014. Azov continue par la suite de bénéficier d'une forte popularité chez les mouvements d'ultradroite occidentaux, étant une inspiration par sa capacité à multiplier ses branches (militaire, politique, social) et sa grande liberté de parole, avec des néonazis occidentaux se rendant en Ukraine pour rencontrer ses membres. Selon certains analystes, des mercenaires néonazis d'Europe ont à nouveau rejoint les fronts de combat lors de l'invasion de l'Ukraine par la Russie en 2022,,, et d'autres en vue d'une « prochaine guerre raciale » d'après Bellingcat. D'après une note des renseignements, les volontaires français et belges sont majoritairement de profil d'ultra-droite et « fascinés » par Azov,. Il faut noter que bien qu'en 2022 il y ait encore indéniablement des néonazis au sein d'Azov, ce régiment constitue moins de 2 % des forces armées ukrainiennes, et ses tentatives politiques comme le Corps national ont échoué,. D'après Nonjon, même si Azov bénéficie d'une popularité certaine auprès de la population ukrainienne occidentale à la suite de ses exploits militaires à Marioupol en 2014, il y a aussi une certaine suspicion de corruption du fait des liens entre Azov et l'ancien ministre de l'Intérieur Arsen Avakov.
D'autre part, des partis et personnalités avec des liens passés avec l'idéologie néo-nazie ont intégré la sphère politique, comme Svoboda, descendant du parti néonazi Parti social-national d'Ukraine expurgé de son iconographie néonazie en étant refondé en Svoboda,, ainsi que Secteur droit. Si le parti Svoboda a réussi à percer à travers l'ensemble du territoire ukrainien, remportant 10,4 % des voix aux élections législatives de 2012 dont 30 % en Galicie, cela est dû à la fois à son programme plus social mais aussi plus nationaliste et identitaire. Le résultat aux législatives nationales du parti Svoboda retombe toutefois à 4,71 % des voix en 2014,, puis atteint 8,10% et 2,15 % respectivement en 2019. Solidarité européenne, autre parti pro-identitaire plus modéré, remporte quant à lui les élections législatives de 2014 aux côtés du parti Front populaire — dont Andriy Paroubiy fait partie des principaux responsables — avec respectivement 21,80 % et 22,17 % des voix,, puis retombe à 8,10 % des voix en 2019, perdant face au parti Serviteur du peuple de Zelensky avec 43,16 % des voix.
Selon Nonjon, l'extrême-droite ukrainienne revêt donc deux visages, avec deux courants nationalistes diamétralement opposés : l'un historique (descendant du nationalisme galicien et des anciens partis nazis), occidental et intraverti, incarné par les partis politiques tels que Svoboda et Secteur droit, l'autre « néo-nationaliste », « oriental » et « extraverti », représenté surtout par le mouvement Azov. Le mouvement Azov, mouvement social né du régiment Azov, constitue l'une des figures de proue de ce néo-nationalisme dans le paysage politique de l'extrême-droite ukrainienne, et est une source d'inspiration pour les mouvements d'extrême-droite mondiaux,. Outre les visées nationalistes, l'extrême-droite ukrainienne, avec en première ligne le mouvement Azov, cultive aussi des visées politiques paneuropéennes dans une conception néo-nationaliste, avec notamment la théorie de la « Troisième Voie » où l'Ukraine ne s'inscrirait dans aucun bloc géopolitique existant, et en particulier serait en « guerre perpétuelle » contre la fédération de Russie. Nonjon rapproche l'ancien parti national-bolchévique et le mouvement eurasiste d'Alexandre Douguine, mouvements ultra-nationalistes russes rejetant le racisme et l'antisémitisme, à l'idéologie néonazie, lesquels sont présents dans la sphère politique des républiques autoproclamées des séparatistes prorusses après 2014. Nonjon rapproche le manque de recul politique et mémoriel de l'Ukraine, jeune pays de moins de 30 ans, à la France post-Vichy des années 1960, « quand on commençait à comprendre le rôle de Vichy et donc de la collaboration des Français sous l’Occupation : Il faudra à l’Ukraine un immense recul, un travail important de la part des historiens pour pouvoir lever le voile sur certaines périodes charnières et le problème lié au nationalisme. » Pour Anna Colin Lebedev, les forces ultranationalistes sont sur le déclin en Ukraine depuis 2014, au profit d'un « nationalisme soft » qui est devenu monnaie courante depuis l'invasion de l'Ukraine par la Russie en 2022.
Quant à l'antisémitisme en Ukraine, 49 actes d'antisémitisme ont été recensés en 2020 selon un rapport de la United Jewish Community of Ukraine (UJCU), ce qui reste au même niveau que la précédente année, malgré des tensions accrues à cause de la pandémie de COVID-19,. Un de ces incidents s'est produit le jour de manifestations pro-nationalistes "Defender of Ukraine Day", lorsqu'un poster antisémite a été accroché à l'entrée du bâtiment du bureau présidentiel, avec un message visant le président Zelensky. En 2020, l'UJCU notait un fort décroissement de 27% des actes antisémites par rapport aux années précédentes D'après Vyacheslav Likhachev, les années avec le plus d'actes antisémites en Ukraine étaient entre 2005 et 2007, la plupart étant du vandalisme, et ces chiffres ont rapidement décru depuis, autant d'éléments qui lui permettent de conclure qu'« il n'y a pas de violence antisémite en Ukraine et que les juifs ukrainiens ne sont pas confrontés à des dangers corporels ». Le 3 juin 2021, le parlement ukrainien vote en première lecture la loi numéro 5109 sur la prévention et les sanctions contre l'antisémitisme en Ukraine.
À partir de 2014, l'Ukraine vote en défaveur de la résolution russe à l'ONU condamnant le nazisme, en dénonçant le « double-jeu russe » qui passe sous silence les nombreux morts en Ukraine causés par la famine provoquée par le régime stalinien.

## Couverture politique et médiatique à l'étranger
Bien que les idéologies ultranationalistes, dont l'idéologie nazie, aient une place indéniable tant dans l'Ukraine historique que contemporaine, la propagande russe considère l'intégralité de la population ukrainienne et ses dirigeants, y compris son président Zelensky de confession juive, comme complice de cette minorité d'ultranationalistes bien réels.
D'après le journal LVSL, les médias occidentaux ont tendance à adopter des positions à l'opposé, en présentant l'Ukraine comme une nation homogène et démocratique, jusqu'à nier le poids de ces forces « néofascistes ». En effet, le sujet des affinités néonazies et de leur impact sur la société et l'histoire ukrainienne n'est quasiment pas couvert aux États-Unis et en France d'après des analyses des journaux FAIR et Le Monde Diplomatique respectivement menées en mars 2022, provoquant l'ire d'associations mémorielles juives. Michael Colborne, chercheur et journaliste pour le site d'enquête Bellingcat et auteur d'un livre sur le mouvement Azov publié en 2022, note et décrie également le « silence » médiatique sur le problème de l'extrême-droite ukrainienne et des groupes néonazis,,.

## Sources
- Raul Hilberg, La destruction des juifs d'Europe, Paris, Gallimard, 2006, 2402 p. (ISBN 978-2-07-030983-2).
- Saul Friedländer (trad. de l'anglais par P-E Dauzat), Les années d'extermination : l'Allemagne nazie et les Juifs, 1939-1945, Paris, Éditions Points, 2012, 1028 p. (ISBN 978-2-7578-2630-0).
- Vassili Grossman (trad. de l'anglais par Antony Beevor et Luba Vinogradova), Carnets de guerre : De Moscou à Berlin, 1941-1945 [« A Writer at War »], Paris, Calmann-Lèvy (no 30969), 2007 (1re éd. 2005), 512 p., poche (ISBN 978-2-253-12249-4).
- Michaël Prazan, Einsatzgruppen les commandos de la mort nazis, Paris, Ed. points, coll. « Histoire » (no H464), 2012 (1re éd. 2010), 613 p. (ISBN 978-2-7578-2871-7, OCLC 817271120).
- Édouard Husson, Ian Kershaw et Saul Friedländer, Le nazisme en questions, Paris, Fayard L'Histoire, coll. « Pluriel », 2011, 218 p. (ISBN 978-2-8185-0137-5, OCLC 749782298).
- Patrick Desbois, Porteur de mémoires : sur les traces de la Shoah par balles, Paris, Flammarion, coll. « Histoire » (no 919), 2009, 325 p. (ISBN 978-2-08-122476-6, OCLC 317588842).
- Michaël Prazan, L'écriture génocidaire : l'antisémitisme, en style et en discours, de l'affaire Dreyfus au 11 septembre 2001, Paris, Calmann-Lévy, 2005, 350 p. (ISBN 978-2-7021-3565-5, OCLC 232001136).
- Jean-Charles Szurek (dir.) et Annette Wieviorka (dir.), Juifs et Polonais 1939-2008, Paris, Albin Michel, 2009, 524 p. (ISBN 978-2-226-18705-5, OCLC 804781413).
- Virginie Symaniec, La construction idéologique slave orientale langues, races et nations dans la Russie du XIXe siècle, Paris, Éd. Pétra, coll. « Sociétés et cultures post-soviétiques en mouvement. », 2012, 633 p. (ISBN 978-2-84743-045-5, ISSN 1954-8796, OCLC 778422047).
- (ru) Уильямсон Г., СС-инструмент террора, 1999, Смоленск. (SS - instrument de la terreur)
- (en) Dr John-Paul Himka, professeur d'histoire de l'Ukraine et des pays d'Europe de l'est (université de l'Alberta) est notamment le réalisateur du film Ukrainians and the Holocaust in History and Memory